# 안수일
안수일(安壽一, 1959년 8월 8일 ~ )은 대한민국 울산광역시 남구의원이자, 제7대 울산광역시의회 후반기 부의장이다.

## 학력
- 강남국민학교 졸업
- 울산중학교 졸업
- 학성고등학교 졸업
- 동국대학교 미술학과 졸업
- 울산대학교 정책대학원 졸업(정책학 석사)

## 경력
- 2010.07 ~ 2014.06 제5대 울산광역시 남구의회 의원
- 2014.07 ~ 2018.04 제6대 울산광역시 남구의회 의원
  - 2014.07 ~ 2016.06 제6대 울산광역시 남구의회 전반기 의장
- 2018.07 ~  제7·8대 울산광역시의회 의원
  - 2018.07 ~ 2020.08 제7대 울산광역시의회 전반기 환경복지위원
  - 2020.09 ~ 2022.06 제7대 울산광역시의회 후반기 부의장
  - 2020.09 ~ 2022.06 제7대 울산광역시의회 후반기 환경복지위원
  - 2020.09 ~ 2022.06 제7대 울산광역시의회 후반기 예산결산특별위원
  - 2020.09 ~ 2022.06 제7대 울산광역시의회 후반기 경제자유구역특별위원
  - 2022.07 ~ 2024.06 제8대 울산광역시의회 전반기 환경복지위원회 위원
  - 2022.07 ~ 2024.06 제8대 울산광역시의회 전반기 윤리특별위원회 위원
  - 울산광역시 원전특별위원회 위원
  - 울산경제일자리진흥원장 임용후보자 인사청문특별위원회 위원
  - 울산광역시 예산결산특별위원회 위원
  - 울산광역시 문화복지환경위원회 위원

## 역대 선거 결과
|  | 36.88% |

|  | 29.86% |

|  | 43.41% |

|  | 0% |